# Мадона Адолората (Кунео)
Мадона Адолората је насеље у Италији у округу Кунео, региону Пијемонт.
Према процени из 2011. у насељу је живело 25 становника. Насеље се налази на надморској висини од 563 м.